# Hong Kong Film Award du meilleur scénario
Le Hong Kong Film Award du meilleur scénario est une récompense cinématographique remise chaque année depuis 1982.

## Liste des vainqueurs du Hong Kong Film Award du meilleur scénario

### Années 1980
- 1982 : Alfred Cheung, pour The Story of Woo Viet
- 1983 : Chiu Tai An-ping, pour Passeport pour l'enfer
- 1984 : Alfred Cheung, pour Let's Make Laugh
- 1985 : Hung Leung-ming, pour Homecoming
- 1986 : Jamie Luk et Tang Wing-hung, pour Love With a Perfect Stranger
- 1987 : Maggie Lee, pour Love Unto Waste
- 1988 : Alex Law, pour An Autumn's Tale
- 1989 : Kim Wip, Nip Wang-fung, Siu Kwok-wah et Gordon Chan, pour Heart to Hearts

### Années 1990
- 1990 : Jacob Cheung et Chan Kam-cheung, pour Beyond the Sunset
- 1991 : Chan Man-keung, pour Queen of Temple Street
- 1992 : Johnny Mak, pour Le Parrain de Hong Kong
- 1993 : Wong Yan-kwai, Ng Chong-chau et Jacob Cheung pour Cageman
- 1994 : Derek Yee, pour C'est la vie, mon chéri
- 1995 : Raymond To, pour I Have a Date with Spring
- 1996 : Chan Man-keung, pour Summer Snow
- 1997 : Sai On, pour Comrades, Almost a Love Story
- 1998 : Raymond To, pour Legend of Mad Phoenix
- 1999 : Gordon Chan et Chan Hing-kar, pour Beast Cops

### Années 2000
- 2000 : Sylvia Chang, pour Tempting Heart
- 2001 : Fruit Chan, pour Durian Durian
- 2002 : Ivy Ho, pour July Rhapsody
- 2003 : Alan Mak et Felix Chong, pour Infernal Affairs
- 2004 : Wai Ka-fai, Yau Nai-hoi, Au Kin-yee et Yip Tin-shing, pour Running on Karma
- 2005 : Derek Yee, pour One Nite In Mongkok
- 2006 : Yau Nai-hoi et Yip Tin-shing, pour Election
- 2007 :  Patrick Tam, pour After This Our Exile
- 2008 : Wai Ka-fai et Au Kin-yee, pour Mad Detective
- 2009 : Lou Shiu-wa pour The Way We Are

### Années 2010
- 2010 : Alex Law pour Echoes of the Rainbow
- 2011 : Pang Ho-cheung et Heiward Mak, pour Love in a Puff
- 2012 : Susan Chan pour Une vie simple
- 2013 : Sunny Luk et Longman Leung pour Cold War
- 2014 : Zou Jingzhi, Xu Haofeng et Wong Kar-wai pour The Grandmaster
- 2015 : Alan Mak et Felix Chong pour Overheard 3
- 2016 : Philip Yung pour Port of Call
- 2017 : Loong Man Hong, Thomas Ng, Mak Tin Shu pour Trivisa
- 2018 : Sylvia Chang et You Xiaoying pour Love Education
- 2019 : Felix Chong pour Project Gutenberg

### Années 2020
- 2020 : Lam Wing Sum, Li Yuan, Xu Yimeng pour Better Days
- 2022 : Au Kin-yee et Shum Kwan-sin pour Limbo
- 2023 : Wai Ka-fai, Ryker Chan, Mak Tin Shu pour Detective vs Sleuths
- 2024 : Melvin Li et Yau Nai-hoi pour Mad Fate

## Records
- Scénaristes les plus récompensés : Alfred Cheung, Jacob Cheung, Chan Man-keung, Derek Yee, Raymond To, Yau Nai-hoi et Yip Tin-shing ont chacun remporté deux fois le prix.
- Scénariste le plus nommé : à compléter.